# Альборан
Альбора́н (исп. Alborán) — крошечный вулканический островок в западной части Средиземного моря (в море Альборан), между Испанией и Марокко. Испания владеет островом с 1540 года. За исключением небольшого испанского военного гарнизона, на острове нет постоянного населения. Принадлежность острова оспаривается Марокко.

## География
- Географические координаты: 35°56′23″ с. ш. 3°02′02″ з. д.HGЯO.
- Площадь: примерно 71 200 м².
- Высота над уровнем моря: остров представляет собой практически плоскую скальную платформу, поднимающуюся из моря на высоту около 15 м.
- Расположение: в 90 км от испанской Альмерии, в 50 км от мыса Тлета-Мадари на марокканском побережье.

Примерно в 100 м к северо-востоку расположен островок Ла-Нубе («Туча»).
Остров, расположенный в сейсмической зоне на стыке африканской и европейской геологических платформ, являлся эпицентром многих землетрясений различной интенсивности. В 1899 году на острове была открыта новая горная порода, получившая название альборанит.
В 2003 году парламент Андалусии принял закон об объявлении острова и окружающих его вод национальным природным заповедником.
В административном отношении остров является частью территории провинции Альмерия муниципалитета Альмерии, автономное сообщество Андалусия. Также включают его и в «Суверенные территории Испании».

## Флора острова
В 1999 году на острове было обнаружено растение Diplotaxis siettiana из семейства Капустные, которые с 1979 года считалось вымершим.

## История
Название происходит от имени тунисского корсара Аль-Борани, который использовал остров как якорную стоянку и базу для нападения на корабли, проходящие Гибралтарским проливом, и на поселения на побережье испанской Альмерии. 
Альборан был захвачен Испанией в 1540 году, когда эскадра галер под командованием Бернардино де Мендосы перехватила у острова флотилию берберских пиратов из 16 кораблей с общей командой в количестве около 2500 человек. Флотилия под началом Карамани и Али Хамета, старых союзников знаменитого пирата Хайраддина Барбароссы, возвращалась в Алжир после набега на Гибралтар. В ходе жестокого сражения, в котором погибло более 650 человек, победа оказалась на стороне испанцев, и остров Альборан был присоединён к испанским владениям.
Первое подробное описание острова было выполнено в 1898 году австрийским эрцгерцогом Людвигом Сальватором.
Несмотря на небольшие размеры, остров ценен своим стратегическим расположением у восточного входа в Гибралтарский пролив. 
На острове имеется маяк, работающий в автоматическом режиме.